# Nieuweroord (Hoogeveen)
Nieuweroord (Drents: Neieroord) is een dorp in de Nederlandse provincie Drenthe, gemeente Hoogeveen en deels gemeente Midden-Drenthe. Het dorp telde op 1 januari 2023 975 inwoners (dit is inclusief de omgeving rondom de kern).

## Geografie
Nieuweroord is een veenkolonie, die oorspronkelijk bestond uit lintbebouwing langs de Middenraai. Aan het uiteinde daarvan, bij de Verlengde Hoogeveense Vaart, is een klein nieuwbouwwijkje ontstaan. Lange tijd was het een gespleten dorp: het lag in de gemeente Westerbork, maar was volledig georiënteerd op Hoogeveen. Met het zanddorp Westerbork heeft het geen enkele affiniteit. Dit blijkt ook uit het feit dat het net als de omliggende veendorpen in kerkelijk opzicht een rechtzinnig karakter heeft, terwijl men in Westerbork juist veelal vrijzinnig is. Bij de gemeentelijke herindeling op 1 januari 1998 heeft men daarom besloten het dorp bij Hoogeveen in te delen. Het noordelijkste deel van de lintbebouwing ging echter met Westerbork naar de nieuwe gemeente Midden-Drenthe.
Het dorp heeft behalve sportvelden en een protestants-christelijke basisschool weinig eigen voorzieningen. Bezienswaardig is wel de Nederlands Hervormde Rehobothkerk. De omgeving wordt gekenmerkt door landbouwgebied (veenontginningen) met enkele kleine bospercelen.

## Geschiedenis
In 1849 kopen enkele Amsterdamse en Utrechtse heren de Westerborker Broekvenen en het Mekelermeersche Veen, samen 1400 hectare groot. Zij stichten de Maatschappij tot Exploitatie der Westerborker Broekvenen. De investeerders waren: Andries de Wilde, grondeigenaar te Soestdijk, Klaas Koopman, rentenier te Amsterdam, Jan Coenraad Rahder, koopman te Amsterdam, Herman A. van de Wall-Bake, rijks-muntmeester te Utrecht en Barend Kooy, koopman te Amsterdam.
In het gebied laten ze onmiddellijk een huis bouwen, te vergelijken met de vroegere havezathe De Klencke bij Oosterhesselen. Het huis krijgt de naam Nieuweroord, dat volgens overlevering zou zijn vernoemd naar het landgoed "Nieuwenoord" tussen Hilversum en Baarn, een paar kilometer noordelijk van Huize Pijnenburg en waar Andries de Wilde woonde. Het huis wordt bewoond door de Amsterdamse wijnkoper Jan Coenraad Rahder die, naast Andries de Wilde, directeur van de nieuwe maatschappij werd. Rond dit huis ontwikkelt zich de nederzetting Nieuweroord. In 1856 verhuist Rahder naar zijn Huize Valkenheim in Noordscheschut.
Een meer gangbare verklaring voor de naam Nieuweroord is overigens 'Nieuw Oord' in de wildernis van de toenmalige Tiende- en Drievenen in de gemeente Beilen. In 1865 sticht Rahder in Nieuweroord een machinale turffabriek, om de hier gegraven turf te verwerken. In 1885 werken hier 200 mensen. In 1891 wordt tien procent van de winst verdeeld onder het personeel, wat voor die tijd een opmerkelijk gebaar is. De meeste aandelen zijn in handen van de schatrijke oudsuikerplanter Frederik s'Jacob, met wie Rahder in 1857 een burgerlijke vennootschap is aangegaan.
Van 1923 tot 1926 graven 900 arbeiders met schop en kruiwagen vanaf de Verlengde Hoogeveense Vaart het zestien kilometer lange Linthorst Homankanaal als verbinding naar de Beilervaart. In 1970 wordt dit kanaal voor de scheepvaart gesloten.
In de eerste helft van deze eeuw ontwikkelt Nieuweroord zich tot een agrarisch dorp. Na de Tweede Wereldoorlog gaan steeds meer inwoners werken in de industrie in Hoogeveen.
In 1967 wordt het dorpshuis De Vuurkörf geopend, dat gezien wordt als een symbool van de saamhorigheid van de mensen in Nieuweroord.
(Bron: Gemeente Hoogeveen)
Alteveer · Elim · Fluitenberg · Hollandscheveld · Hoogeveen · Nieuw Moscou · Nieuweroord · Nieuwlande (deels) · Nijstad · Noordscheschut · Pesse · Stuifzand · Tiendeveen

Drenthe: Steden en dorpen      Nederland: Provincies · Gemeenten